# Chaumont-sur-Aire
Chaumont-sur-Aire település Franciaországban, Meuse megyében. Lakosainak száma 120 fő (2022. január 1.). Chaumont-sur-Aire Courcelles-sur-Aire, Érize-la-Petite, Longchamps-sur-Aire és Neuville-en-Verdunois községekkel határos.

## Népesség
A település népességének változása:
| Lakosok száma | 186  | 157  | 151  | 164  | 150  | 140  | 126  | 124  | 122  | 120  |
|               | 1968 | 1982 | 1990 | 2006 | 2013 | 2015 | 2017 | 2019 | 2020 | 2022 |